# Rimbey
Rimbey est une ville (town) du Comté de Ponoka, située dans la province canadienne d'Alberta.

## Démographie
En tant que localité désignée dans le recensement de 2011, Rimbey a une population de 2 378 habitants dans 983 de ses 1 081 logements, soit une variation de 5,6 % avec la population de 2006. Avec une superficie de 11,340 2 km2, la ville possède une densité de population de 209,69 hab/km2 en 2011.
Concernant le recensement de 2006, Rimbey abritait 2 252 habitants dans 956 de ses 987 logements. Avec une superficie de 11,34 km2, la ville possédait une densité de population de 198,6 hab/km2 en 2006.
| 2001  | 2006  | 2011  | 2016  |
| ----- | ----- | ----- | ----- |
| 2 154 | 2 252 | 2 378 | 2 567 |